# Добровольное ограничение экспорта
Добровольное ограничение экспорта (англ. Voluntary export restraints) — метод нетарифного регулирования внешней торговли. Представляет собой соглашение между экспортирующей и импортирующей страной, заключенное по инициативе или под давлением импортирующей страны. В соответствии с данным соглашением экспортирующая страна ограничивает вывоз определенных товаров (устанавливает квоту на вывоз товаров) . 

## История
Примером добровольного ограничения экспорта являлись соглашения между США и Японией, начиная с конца 1950-х годов. Инициатором таких соглашений выступало Правительство Соединённых Штатов Америки с целью снижения конкуренции со стороны японских экспортёров стали и автомобилей в США.   Позже такого рода соглашения нашли широкое применение в торговле Европейского Союза со многими государствами. Например, Япония «добровольно» ограничивала свой экспорт  телевизоров  в Великобританию, Бельгию, Нидерланды и Люксембург, стали — в страны Европейского союза, ЮАР, Южную Корею. Страны Европейского союза «добровольно» ограничивали свой экспорт труб и тюбингов в США:.
Под угрозой санкций и применения антидемпинговых процедур Правительством России были установлены экспортные квоты  на экспорт карбида кремния, некоторых категорий плоского и сортового проката и текстильных товаров в страны Европейского союза, экспорт нитрата аммония в Великобританию, экспорт алюминия во все страны.

## Процедура введения добровольного ограничения экспорта
Существует несколько вариантов введения этих ограничений:
1. Официальные межправительственные соглашения между двумя странами;
2. Неофициальные соглашения между производителями экспортирующей страны и потребителями импортирующей страны, которые поддерживаются правительством экспортирующей страны;
3. Многосторонние межгосударственные соглашения, элементом которого является соглашение о добровольном ограничении экспорта.

В рамках ГАТТ эти соглашения относились к нелегитимным мерам «серой зоны». В рамках ВТО Соглашение о защитных мерах содержит обязательство стран-членов ВТО не применять добровольные ограничения экспорта и подобные меры.
В России «добровольные» ограничения экспорта определяются «Порядком квотирования и лицензирования поставок товаров на экспорт в соответствии с международными обязательствами Российской Федерации», принятым в марте 1995 г. 